# Сосай

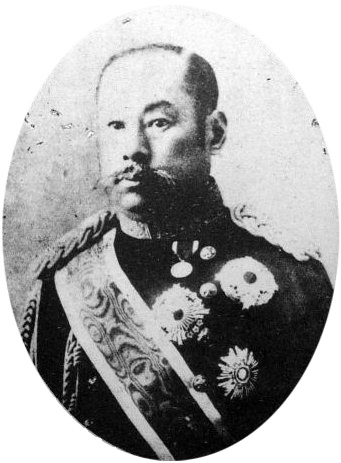
Арисугава Тарухито

Со́сай (яп. 総裁 со:сай, «генеральный судья») — одна из трёх должностей в центральном правительстве Японии в начале реставрации Мэйдзи. В западной историографии переводится как «глава» или «президент».

## История
Должность главы правительства была введена 3 января 1868 года указом о реставрации Императорского правления. Лицо, занимавшее её, временно исполняло функции заместителя Императора Мэйдзи. Необходимость этой должности объяснялась несовершеннолетием монарха.
Сосай был наделён широкими правами. Его должность была подобна должности великого государственного министра или регента. Из-за этого сосай назначался из числа близких родственников Императора.
На всём протяжении существования этой должности её занимал принц Арисугава Тарухито. Ему помогали вице-главы (яп. 副総裁, фуку-сосай) Сандзё Санэтоми и Ивакура Томоми.
После вступления в силу указа о государственном устройстве 17 июня 1868 года, система трёх должностей была упразднена. Должность сосай была заменена должностью великого государственного министра.
Кроме главы Императорского правительства звание сосай также использовал Эномото Такэаки, президент сепаратистской республики Эдзо, существовавшей во время гражданской войны в Японии 1868—1869 годов.
С конца XIX века термином сосай также называют глав политических партий, банков или директоров крупных финансовых групп. С 1948 года термин сосай используется для обозначения Президента Кадровой палаты Японии при Кабинете министров страны.